# Eidsfjorden (Eid)
 For alternative betydninger, se Eidsfjorden. (Se også artikler, som begynder med Eidsfjorden)
61°54′30.863″N 5°49′26.857″Ø / 61.90857306°N 5.82412694°Ø
Eidsfjorden er en fjordarm af Nordfjord i Eid kommune i Vestland fylke i Norge.
Fjorden er 13 km lang, og er en forholdsvis bred fjord med fjordmundingen  mod vest og fjordbunden mod øst. Ved fjordbunden ligger kommunecenteret Nordfjordeid. Landområdet ved fjordbunden ligger op mod det store Hornindalsvatnet lidt længere mod øst (norsk:eid betyder landtange). mellem Hornindalsvatnet og fjorden løber Eidselva, en lakseelv med stor vandføring. 
Mod vest ligger en del af Nordfjord som kaldes Hundvikfjorden og Utfjorden. På nordsiden ved fjordåbningen ligger Stårheim, med færgeleje og overfart til Isane på sydsiden af Nordfjord. 